# Teoria źródeł

Diagram hipotezy czterech źródeł.
zawiera większość Księgi Kapłańskiej
^{†} zawiera większość Księgi Powtórzonego Prawa
^{‡} „Historia deuteronomiczna” – księgi Jozuego, Sędziów, 1-2. Samuela, 1-2. Królewskie

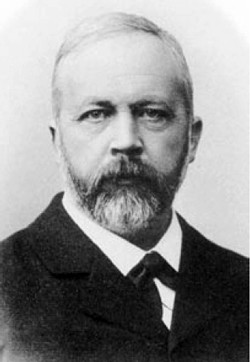
Julius Wellhausen, najbardziej rozpoznawalny zwolennik hipotezy czterech źródeł

Hipoteza czterech źródeł, hipoteza JEPD, hipoteza dokumentów – hipoteza wyjaśniająca historię powstawania Pięcioksięgu, a także innych najstarszych ksiąg biblijnych (takich jak Księga Jozuego czy Księga Sędziów), zakładająca, że Pięcioksiąg powstał w rezultacie trwającego kilka stuleci procesu łączenia i redagowania czterech niezależnych i paralelnych (a więc opowiadających o tych samych wydarzeniach) dokumentów (źródeł). Do lat 70. XX wieku była to najpopularniejsza hipoteza wyjaśniająca powstanie Tory, obecnie jest jednak szeroko kwestionowana. Zdaniem większości teologów katolickich i części protestanckich hipoteza ta nie sprzeciwia się natchnionemu charakterowi tekstu.
Hipotezę czterech źródeł, podobnie jak inne modele genezy Pięcioksięgu, sformułowano, aby wyjaśnić, dlaczego jego tekst jest niejednolity: narracja jest nieciągła, a w obrębie jednej księgi pojawiają się paralelne, uważane za sprzeczne ze sobą opowiadania (np. dwa opisy stworzenia człowieka, dwa przymierza Abrahama z Bogiem), różnice stylistyczne i terminologiczne. Tora zawiera również kilka różnych kodeksów praw i wydaje się, że nie mogły one funkcjonować jednocześnie. Wszystko to sprawiło, że u progu XIX wieku stało się oczywiste, że poszczególne części ksiąg Tory muszą pochodzić z różnych epok. Potrzebna więc była hipoteza wyjaśniająca, w jaki sposób doszło do powstania tekstu Pięcioksięgu, którym dysponujemy obecnie.

## Początki nowożytnej refleksji nad genezą Pięcioksięgu
Niejednolitość stylistyczną Pięcioksięgu oraz powtórzenia opowiadań w różnych redakcjach dostrzegano wcześnie, jednak dopiero Jean Astruc w 1753 roku zbudował na tej podstawie hipotezę wyjaśniającą jego genezę. Opierając się na fakcie, że w Księdze Rodzaju i w pierwszych trzech rozdziałach Księgi Wyjścia używane są dwa różne imiona boga („JHWH” i „Elohim”), Astruc zasugerował, że pisząc Pięcioksiąg Mojżesz skompilował dwa dokumenty źródłowe, wyróżnione na podstawie używanych w nich imion Boga, i dziesięć źródeł pobocznych. Tezy Astruca podjął i rozwinął Johann Gottfried Eichhorn (1752–1827), który wraz z Karlem D. Ilgenem rozwinął teorię znaną później jako „starsza teoria źródeł”. Według niej Pięcioksiąg miał powstać z dwóch źródeł elohistycznych (E1 i E², nazwanych tak od występującego tu imienia Bożego Elohim) i jednego źródła jahwistycznego (J od imienia Bożego Jahwe). Teoria odnosiła sukces, dopóki stosowana była tylko do Księgi Rodzaju, jednak gdy zaczęto badać sekcje prawnicze, straciła na wartości.
Chociaż początkowo bronił autorstwa Mojżesza, Eichhorn porzucił to przekonanie w następstwie przełomowych dla studiów nad Pięcioksięgiem badań Wilhelma Martina Leberecht de Wette’a z lat 1806–1807. W odróżnieniu od poprzedników, którzy opierali się na analizie narracyjnych partii Pięcioksięgu, de Wette punktem wyjścia dla swoich analiz uczynił kodeksy praw. Zauważył tym samym, że przepisy prawne i kultowe z rozdziałów 12-26 Księgi Powtórzonego Prawa odpowiadają reformie króla Jozjasza, datowanej na 622 rok p.n.e. i opisanej w rozdziale 23 2 Księgi Królewskiej. To pozwoliło de Wette’owi datować rdzeń Księgi Powtórzonego Prawa na drugą połowę VII wieku p.n.e. Odkrycie de Wette’a dostarczyło uczonym pierwszego pewnego punktu zaczepienia w badaniu historii tekstu biblijnego. Sformułowane na początku XIX wieku hipotezy, wyjaśniające powstanie Pięcioksięgu, zasadniczo dają się podzielić na trzy typy:
- hipoteza dokumentów (źródeł): Pięcioksiąg powstał przez kompilację kilku kompletnych, niezależnych i paralelnych (a więc opowiadających o tych samych zdarzeniach) dokumentów. Za łączenie dokumentów odpowiadali redaktorzy, którzy starali się zachować charakter oryginału, co przełożyło się na niejednolitość ostatecznego dzieła. Za ojców tej hipotezy uważa się Astruca i Eichhorna, a jej zwolenników określa się mianem dokumentarystów; w biblistyce polskiej przyjęło się nazywać tę hipotezę hipotezą źródeł, co jest o tyle mylące, że wszystkie hipotezy zakładają jakieś źródła;
- hipoteza fragmentów: Pięcioksiąg powstał w rezultacie połączenia wielu źródeł, będących krótkimi, niekompletnymi narracjami, nie powiązanymi ze sobą w dłuższe historie. Na etapie pośrednim te fragmenty, dotyczące pojedynczych tematów lub postaci, połączono w większe bloki lub cykle narracyjne (stąd też inne nazwy: hipoteza cykli narracyjnych, model bloków). Redaktorzy odpowiadają za stworzenie łączników między narracjami. Zwolennikami tej hipotezy byli Alexander Geddes i Johann Vater, a początkowo również de Wette; ostatecznie hipoteza fragmentów została zintegrowana z hipotezą dokumentów za sprawą Hermanna Gunkela, który z pomocą tej pierwszej tłumaczył genezę dokumentu J.
- hipoteza uzupełnień: istniał jakiś podstawowy dokument (Grundschrift), który następnie uzupełniano o kolejne przekazy. W ramach tej hipotezy redaktorzy są również autorami, którzy dopisują własne opowieści i interpretacje. Hipotezę tę zasugerował Heinrich Ewald, ale nigdy jej nie rozwinął.

## Klasyczna hipoteza czterech źródeł
W 1853 Hermann Hupfeld, zwolennik hipotezy źródeł, zauważył, że źródło elohistyczne, które wyróżnił Eichhorn, nie mogło być jednym tekstem. Wyróżnił więc trzy dokumenty, z których miał powstać Pięcioksiąg: pierwszego elohistę (E1, najstarsze źródło zawierające szczegółowe przepisy rytualne), drugiego elohistę (E2) i najmłodszego jahwistę (J). Później część tekstu Tory (między innymi Księgę Powtórzonego Prawa) przypisano jeszcze jednemu źródłu – deuteronomistycznemu (D). Wreszcie, w latach 1866 i 1869 Karl Heinrich Graf i Abraham Kuenen niezależnie od siebie zauważyli, że pierwszy elohista Hupfelda nie mógł być najstarszym źródłem, lecz właśnie najmłodszym, ponieważ obraz religii, jaki wyłania się z jego tekstu odbiega od tego, co znamy z pism proroków przedwygnaniowych oraz najstarszych ksiąg historycznych. Keunen przemianował to źródło na Priesterkodex (źródło kapłańskie, P) i umieścił jego autora w okresie Drugiej Świątyni. Swoją klasyczną formę hipoteza źródeł otrzymała dzięki pracom niemieckiego historyka Juliusa Wellhausena, z których najważniejsze są Prolegomena zur Geschichte Israels (1883; wydanie angielskie Prolegomena to the History of Israel, 1885). Wellhausen traktował badania nad Pięcioksięgiem jako badania nad historią starożytnego Izraela i twierdził, że przyjęty przez biblistów podział na źródła odpowiada trzem fazom w rozwoju religii Izraela: od naturalnej, lokalnej i plemiennej religii Jahwisty i Elohisty, przez centralizującą i henoteistyczną reformę Jozjasza z Księgi Powtórzonego Prawa aż po sformalizowany, drobiazgowy i podporządkowany kapłanom kult źródła kapłańskiego. Nowa koncepcja uzyskała zdecydowaną dominację ok. 1880 roku. Aż do lat 70. XX wieku krytyka literacka sprowadzała się do korekty i rozwinięcia koncepcji Wellhausena.

### Charakterystyka autorów źródeł
- J – Jahwista (ok. 950 p.n.e.): zwykle nazywa Boga Jahwe; przedstawia wydarzenia z punktu widzenia Królestwa Judy z podkreśleniem Aaronickiego kapłaństwa. Niektórzy dokumentaryści rozróżniają jeszcze w tradycji jahwistycznej J dwa wątki: J1 i J2, starszy J1 niezainteresowany kultem i młodszy J2, profetyczny i pod wpływem kultu[12].
- E – Elohista (ok. 850 p.n.e.): nazywa Boga El i Elohim (aż do objawienia imienia JHWH Mojżeszowi), odzwierciedla poglądy kapłanów z Szilo i plemion północnych (Królestwa Izraela).
- D – Deuteronomista (ok. 621 p.n.e.): odmienny stylistycznie, dbały o ścisłość, odzwierciedlający poglądy kapłanów z czasów króla Jozjasza; przypisuje mu się prawie całość Księgi Powtórzonego Prawa, a także znaczne fragmenty Księgi Jozuego, Księgi Sędziów, obu Ksiąg Samuela i obu Ksiąg Królewskich. Martin Noth uważał, że aż do ostatecznej redakcji Pięcioksięgu D rozwijało się samodzielnie i było prologiem do deuteronomistycznego dzieła historycznego, rozciągającego się od Księgi Powtórzonego Prawa do Drugiej Księgi Królewskiej.
- P – źródło kapłańskie (ok. 450 p.n.e.): przedstawia Boga jako nielitościwego i dalekiego od ludzi, zawiera szczegółowe przepisy prawno-rytualne, przedstawia poglądy kapłanów ze Świątyni Jerozolimskiej z czasów Ezechiasza, wprowadza wiele zestawień genealogicznych i dat, stanowi główne źródło dla Księgi Kapłańskiej.

Dyskutowana jest też kwestia kontynuacji źródeł Pięcioksięgu w innych księgach Starego Testamentu. Gerhard von Rad zaproponował ideę Heksateuchu, obejmującego sześć ksiąg (Rdz-Joz). Z kolei Martin Noth uważał, że istnieje wyraźna odrębność czterech pierwszych ksiąg Tory (a więc Tetrateuchu) a D. Jego zdaniem aż do ostatecznej redakcji Pięcioksięgu D rozwijało się samodzielnie i było prologiem do deuteronomistycznego dzieła historycznego (DtrH), rozciągającego się od Księgi Powtórzonego Prawa do Drugiej Księgi Królewskiej. Zdaniem Notha, wskazuje na to brak śladów redakcji P w DtrH. Oprócz koncepcji jednolitego dzieła deuteronomistycznego istnieją różne jej odmiany. Wreszcie D.N. Freedman zaproponował istnienie wielkiego dzieła historycznego, tzw. Enneateuchu, obejmującego materiał od Rdz do 2 Krl.
Hipoteza czterech źródeł przedstawia zatem tekst Pięcioksięgu jako kompromis między sakralnymi tekstami autorstwa kapłanów Północy (Szilo) i Południa (Jerozolima) oraz związanymi z późniejszymi reformami królów judzkich – Ezechiasza i Jozjasza. Prawdopodobnie w czasach Ezdrasza po niewoli babilońskiej powierzono redaktorowi (określanemu jako R) uzgodnienie podwójnych narracji JE (wcześniej połączonych dokumentów J i E) oraz P, a także niespójnych przepisów prawnych P i D.
Dla ostatecznego kształtu hipotezy czterech źródeł duże znaczenia miały również badania nad tradycjami oralnymi, które miały stać za narracyjnymi częściami Pięcioksięgu, zapoczątkowane przez ucznia Wellhausena, Hermanna Gunkela, jak również ruch archeologii biblijnej, którego przedstawiciele (z W. F. Albrightem na czele) bronili historyczności przekazu biblijnego.

## Krytyka hipotezy źródeł
Od połowy lat 70. XX wieku hipoteza czterech źródeł znajduje się w ogniu krytyki i w rezultacie jest dziś odrzucana przez wielu biblistów.
Jednym z kontrowersyjnych elementów hipotezy czterech źródeł jest postać redaktora, którą dokumentaryści wprowadzili, aby objaśnić w jaki sposób dokumenty łączone były ze sobą. Ponieważ wyróżnione przez dokumentarystów źródła miały być jednolitymi tekstami, ich wewnętrzne niespójności, ujawnione przez coraz bardziej drobiazgowe analizy, trzeba wyjaśniać zakładaniem kolejnych faz redakcji. Jednocześnie brak jest jasności co do kryteriów pozwalających zidentyfikować aktywność redaktora w obrębie tekstu. W rezultacie redaktorzy służą po prostu wyjaśnieniu wszystkich tych problemów, których na gruncie hipotezy źródeł nie można wytłumaczyć inaczej.
Z największą krytyką spotkała się jednak przyjmowana przez dokumentarystów chronologia źródeł oraz ich tożsamość jako samodzielnych, niezależnych i paralelnych dokumentów. Już w 1933 roku P. Volz i W. Rudolph podważyli istnienie źródła uznawanego w ramach hipotezy dokumentów za E, chociaż ich teza początkowo nie spotkała się z akceptacją. Sam Wellhausen wolał mówić o źródle JE, zakładając, że teksty te połączono w jeden stosunkowo wcześnie i E zachowało się jedynie w szczątkowej formie. Kolejni badacze jeszcze bardziej rozmywali tożsamość E przez przypisywanie mu wszystkich problematycznych miejsc w Księdze Rodzaju, także tych które zawierały imię YHWH. W ten sposób E stało się konglomeratem fragmentów, których nic ze sobą nie łączy. Współcześni badacze kwestionują również istnienie P jako samodzielnego dokumentu w rozumieniu hipotezy źródeł – coraz częściej wskazuje się, że był on raczej redaktorem w rozumieniu hipotezy uzupełnień: redagował i uzupełniał istniejący tekst J o własne narracje.
Głównym powodem, dla którego klasyczna hipoteza czterech źródeł nie może być utrzymana, jest jednak sposób, w jaki w jej ramach rozumiany jest tekst Jahwisty. Wellhausen uznał J za najstarszy dokument, ponieważ obraz religii, jaki wyłaniał się z tego tekstu, odpowiadał ówczesnym wyobrażeniom na temat religii pierwotnych. Zdaniem dokumentarystów Jahwista miał być skrybą na dworze Salomona (X wiek p.n.e.), który podjął się spisania i ujednolicenia tradycji ustnych, sięgających czasów patriarchów. Społecznym kontekstem dla ukształtowania się i utrwalenia tych tradycji w okresie premonarchicznym miała być według Martina Notha tak zwana amfiktionia izraelicka – związek dwunastu plemion Izraela, skupionych wokół świątyni w Jerozolimie.
Te założenia mają szereg implikacji, które są niemożliwe do zaakceptowania w świetle współczesnej wiedzy historycznej na temat starożytnego Izraela. Wiemy bowiem, że Jerozolima nie osiągnęła poziomu ekonomicznego niezbędnego dla wykształcenia się klasy zawodowych pisarzy aż do przełomu VIII/VII wieku p.n.e. Hipoteza Notha o amfiktionii izraelickiej nie została potwierdzona przez badania archeologiczne i historyczne, a sama historyczność dwunastu plemion Izraela, podobnie jak zjednoczonego królestwa Salomona i Dawida, są obecnie kwestionowane. Wydaje się, że przed rokiem 622 i reformą Jozjasza nie było uwarunkowań, by wypracować historyczną syntezę, zakładającą jakąś zbiorową tożsamość Izraelitów. Znamienne jest również, że pierwsi prorocy, którzy według dokumentarystów mieli działać po J, nie znają jego wersji dziejów Izraela, w której opowieści o patriarchach i eksodus tworzą jedną, zintegrowaną i sensowną historię. Jednocześnie jest wiele językowych, tematycznych i teologicznych związków między J a literaturą okresu wygnaniowego i późniejszą. Z tego powodu większość współczesnych biblistów umieszcza J w okresie babilońskim, wskazując, że pisał po i w opozycji do D, ale przed P, który zintegrował teologie D i J w jedną.

## Hipoteza dokumentarystyczna obecnie
Pomimo krytyki część dokumentarystów pozostaje zwolennikami hipotezy w jej klasycznej formie (np. znany w Polsce Werner H. Schmidt). Inni proponują jej zmodyfikowane wersje, które uwzględniają przynajmniej część zarzutów krytyków i dostosowane są do obecnego stanu wiedzy z zakresu historii Bliskiego Wschodu. Cechą charakterystyczną zmodyfikowanych modeli dokumentarystycznych jest odrzucanie istnienia źródła E i pomniejszanie roli autora J na rzecz późniejszych, deuteronomistycznych redakcji, co prowadzi do dalszej proliferacji redaktorów. W tym duchu Erich Zenger sformułował hipotezę „historii jeruzalemskiej” (Jerusalemer Geschichtswerk, JG) – krótkiego dzieła historycznego napisanego około roku 700 p.n.e., stanowiącego opracowanie najważniejszych tradycji ustnych na temat najdawniejszych dziejów Izraela. Dzieło miało powstać w reakcji na upadek północnego królestwa w 722 roku p.n.e. i pozostawać pod wpływem pierwszych proroków. Jego tekst miał być następnie rozbudowany w okresie wygnaniowym przez autorów deuteronomistycznych aż do postaci zbliżonej do J z klasycznej hipotezy czterech źródeł.